# Belarussischer Höhenrücken
Der Belarussische Höhenrücken (auch Weißrussische Höhenrücken; als Belarus noch als Teil Russlands galt, war auch der Name Westrussischer Höhen- oder -Landrücken gebräuchlich) ist eine Moränen-Hügelkette in Belarus, die in der Dsjarschynskaja Hara bis zu 345 Meter erreicht. 
Er ist ein Teil der Osteuropäischen Ebene und durchzieht die nördliche Mitte von Belarus. In Richtung Osten schließen sich die Smolensker Höhen an. Nordwestlich zieht der Baltische Landrücken vorbei und im Süden schließt sich die Palessje-Niederung an.
Im Belarussischen Höhenrücken entspringen die Memel und die Bjaresina. Er bildet den höchsten Punkt des Memel-Beckens und ist somit ein Teil der europäischen Hauptwasserscheide zwischen Ostsee und Schwarzem Meer.
Siehe auch: Osteuropäische Ebene